# Hôtel-Dieu de Coutances
L'hôtel-Dieu est un ensemble de bâtiments qui se dresse sur le territoire de la commune française de Coutances, dans le département la Manche, en région Normandie.
L'hôtel-Dieu, aujourd'hui occupé par l'hôpital de Coutances, est partiellement classé aux monuments historiques.

## Localisation
L'hôtel-Dieu est situé au sud de l'agglomération de Coutances, dans le département français de la Manche.

## Historique
L'hôtel-Dieu a été fondé en 1209. La tour à flèche de pierre date du XVe siècle, et la chapelle construite pour les religieuses augustines en 1682.

## Description
La chapelle datée de 1682, bâtie sur le modèle de la chapelle Mazarine, comprend une rotonde et une nef de trois travées. La tour de la chapelle construite, à la fin du XVe siècle, au temps de Geoffroy Herbert, a réutilisé pour décor les feuilles et les crochets, décor vieux de plus de deux siècles.

## Protection
Au titre des monuments historiques :
- le bâtiment du XVIIe siècle (salle des religieuses) qui prolonge la chapelle Notre-Dame-de-la-Victoire vers le sud est inscrit par arrêté du 24 janvier 1947 ;
- la chapelle Notre-Dame-de-la-Victoire est classée par arrêté du 24 mars 1949 ;
- les façades et les toitures du bâtiment des XVIIe et XVIIe siècles dit bâtiment no 13 et le réfectoire qui renferme des boiseries et peintures murales sont classés par arrêté du 17 juin 1968 ;
- le clocher de l'ancienne chapelle de l'hôtel-Dieu est classé par arrêté du 18 octobre 1979.